# Armoriale delle famiglie italiane (Faa-Fal)
Questo è l'armoriale delle famiglie italiane il cui cognome inizia con le lettere che vanno da Faa a Fal.

## Armi

### Faa
| Stemma | Casato e blasonatura |
| ------ | --- |
|        | Faà (Alessandria, Roma, Torino) d'oro, alla fata (faà) mostruosa, passante sopra una pianura erbosa; il corpo e la testa coll'elmo in maestà, il tutto al naturale; essa fata avente la metà superiore di donna ignuda e scapigliata, colle ali di pipistrello, di verde, le gambe d'uccello palmipede e la coda di serpe, finiente in saetta (citato in (4) – Vol. III pag. 39 e in (11)) Faa' o fata mostruosa passante su terrazzo al naturale - torso e testa di donna in maestà di carnagione con elmo di argento e chioma fluente di nero parte inferiore di uccello palmipede con coda di drago terminante in saetta ali di pipistrello di verde su oro (citato in LEOM) Sostegno: un leone, al naturale, accovacciato, sostenente lo scudo col dorso Motto: Nec ferro nec igne |

### Fab
| Stemma                       | Casato e blasonatura |
| ---------------------------- | --- |
|                              | Fabar o Fabari o Fabario o Fabbri (Poirino, Torino) D'azzurro, a tre monti d'oro, con tre piante di fava, d'argento, nutrite sui monti e sormontate da due stelle d'oro Motto: Fac bonus ne timeas (citato in (11)) |
|                              | Fabberi (Cesena) (la blasonatura non è stata ancora caricata) (citato in BLCW) Immagine in Blasone Cesenate. |
|                              | Fabbreschi (Firenze) D'azzurro, al leone al naturale, tenente un monte di tre cime d'oro (citato in (9)) |
|                              | Fabbreschi (Sarteano) (la blasonatura non è stata ancora caricata) (citato in BNDD) Immagine ne L'araldica sarteanese nei secoli. |
|                              | Fabbretti (Pescia) Di..., al crescente montante di..., sormontato da una crocetta di... (citato in (9)) |
|                              | Fabbri (Bertinoro) d'azzurro alla fascia di rosso, accompagnata di sopra da una corona all'antica d'oro e accostata ai quattro angoli da 4 stelle di 6 raggi dello stesso; di sotto da una incudine di nero (citato in (4) – Vol. III pag. 40) fascia di rosso su azzurro - corona all'antica di oro - 4 stelle (6 raggi) di oro nei 4 cantoni in alto su azzurro - incudine di nero su azzurro in basso (citato in LEOM) |
|                              | Fabbri (Cesena) troncato, alla fascia d'argento sulla partizione, nel primo d'azzurro al monte all'italiana di tre cime d'argento infiammate di rosso; nel secondo d'azzurro a tre sbarre d'argento (citato in (4) – Vol. III pag. 41) fascia di argento su azzurro - monte di argento a 3 cime infiammate di rosso uscente alla fascia su azzurro - 3 sbarre di argento su azzurro in basso (citato in LEOM) Motto: Virtute et vi |
|                              | Fabbri (Cesena) (la blasonatura non è stata ancora caricata) (citato in BLCW) Immagine in Blasone Cesenate. |
|                              | Fabbri (Cesena) (la blasonatura non è stata ancora caricata) (citato in BLCW) Immagine in Blasone Cesenate. |
|                              | Fabbri (Comacchio, Bologna, Firenze, Torino) Titolo: Nobile di Comacchio d'azzurro, al destrocherio di carnagione vestito di rosso, tenente un martello di ferro in atto di battere sulla incudine dello stesso, terrazzata di verde, accompagnata in capo da tre stelle d'oro di sei raggi, male ordinate (citato in (4) – Vol. III pag. 41) alias braccio destro vestito di rosso uscente da destra afferrante con la mano di carnagione un martello di nero in atto di battere sull'incudine dello stesso su terrazzo di verde su azzurro - 3 stelle (6 raggi) di oro poste 1, 2 in alto su azzurro (citato in LEOM) |
|                              | Fabbri (Roma) di azzurro alla fascia di rosso, cucita, caricata da tre gigli d'oro ed accompagnata in punta da un'incudine di nero sostenuta da un monte di tre colli all'italiana di verde, in capo da un'aquila di nero, il tutto cucito (citato in (4) – Vol. III pag. 42) 3 gigli di oro su fascia di rosso su azzurro - aquila di nero poggiante sulla fascia su azzurro - incudine di nero su monte a 3 cime di verde uscente dalla punta su azzurro (citato in LEOM) |
|                              | Fabbri (Roma, San Miniato) d'azzurro, all'incudine d'oro, infissa in campagna di verde sormontata da un'aquila di nero, coronata d'oro all'antica (dei Melzi) e addestrata in capo da una stella d'oro a sei raggi (citato in (4) – Vol. III pag. 334) incudine di oro su terrazzo di verde sormontata da - aquila di nero coronata di oro all'antica - stella (6 raggi) di oro in alto a sinistra tutto su azzurro (citato in LEOM) |
|                              | Fabbri (Firenze) D'azzurro, al cuore di rosso e alla fascia attraversante d'oro, sormontati da un sinistrocherio di carnagione, vestito di rosso, impugnante un martello al naturale alias D'azzurro, al destrocherio di carnagione, vestito di rosso, impugnante un martello al naturale alias Partito: nel 1º d'azzurro, al destrocherio di carnagione, vestito di rosso, impugnante un martello al naturale; nel 2º pure d'azzurro, al destrocherio di carnagione, vestito di rosso, impugnante un fascio di spighe d'oro (citato in (9)) |
|                              | Fabbri (Firenze) D'azzurro, alla fascia d'oro caricata di un cane corrente di…, e sormontata da un'aquila dal volo abbassato di nero, coronata d'oro, posata sulla fascia stessa (citato in (9)) |
|                              | Fabbri (Livorno) D'oro, al leone di rosso, talvolta coronato del campo, e alla fascia attraversante d'azzurro, caricata di tre fiamme di rosso (citato in (9)) (DE) In Gold 1 roter Löwe, überdeckt von 1 mit 3 roten Feuern belegten blauen Balken (citato in (20)) |
|                              | Fabbri (Pisa) D'azzurro, al ramo di palma di verde, infilato in una corona fioronata d'oro (citato in (9)) |
|                              | Fabbri o Fabbri del Lion Nero (Toscana) (DE) In Blau 1 verbreiterter goldener Balken, belegt mit 1 schreitenden silbernen Löwen und oben begleitet von 1 von 1 silbernen Krone überhöhten schwarzen Adler (citato in (20)) |
|                              | Fabbri (Modena) troncato: nel 1º d'oro, all'aquila di nero; nel 2º d'azzurro, all'incudine, sostenuta da un monte di tre cime il tutto al naturale; alla fascia di rosso, caricata di tre gigli d'oro, attraversante sulla partizione (Immagine nella Raccolta stemmi Trippini (JPG).) |
|                              | Fabbricotti (Carrara, Firenze) troncato: nel 1º di rosso alla cornucopia di oro; nel 2º di argento alla torre di rosso merlata di 5 pezzi alla guelfa, aperta e finestrata di nero (citato in (4) – Vol. III pag. 42) cornucopia di oro su rosso - torre di rosso merlata di 5 pezzi alla guelfa aperta e finestrata di nero su argento (citato in LEOM) |
|                              | Fabbrini (Volterra) di rosso al braccio destro isolato, armato, tenente un martello in atto di battere sopra l'incudine, il tutto al naturale (citato in (4) – Vol. III pag. 43) braccio destro armato e isolato e virtualmente uscente dal capo impugnante con la mano di carnagione un martello nell'atto di battere su - un'incudine posta in basso tutto al naturale su rosso (citato in LEOM) |
|                              | Fabbrini (Firenze, Pistoia) inquartato: nel primo trinciato d'azzurro e d'argento; nel 2º e 3º d'argento a una lettera maiuscola F d'oro e un'ala d'azzurro, sottoposte a una corona d'oro; nel 4º tagliato d'azzurro e d'argento (citato in (4) – Vol. III pag. 43) trinciato di azzurro e di argento - lettera F maiuscola di oro a sinistra - ala sinistra abbassata di azzurro a destra - entrambe sormontate da una corona di oro tutto su argento - tagliato di azzurro e di argento (citato in LEOM) |
|                              | Fabbrini o Dei Coppini o Fabbrini detti dei Coppini di Pilerciano in Mugello (Firenze) D'azzurro, al calice d'oro (citato in (9)) (DE) In Blau 1 goldener Kelch (citato in (20)) |
|                              | Fabbrini o Fabbrini dagli Aranci (Firenze) D'azzurro, al monte di sei cime d'oro, accompagnato in capo da una stella a otto punte dello stesso, e in punta da due scuri decussate d'argento (citato in (9)) alias D'azzurro, al monte di sei cime d'oro, accompagnato in capo da una stella a otto punte dello stesso, e in punta da due scuri decussate d'oro (citato in (9)) (DE) In Blau 1 achtstrahliger goldener Stern, 1 schwebender goldener Sechsberg und 2 gekreuzte goldene Streitäxte pfahlweise (citato in (20)) |
|                              | Fabbrini o Fabbrini Ciabattini o Fabbrini Ciabattini del Borgo San Lorenzo (Firenze) Trinciato d'azzurro e d'argento (citato in (9)) alias D'argento, alla lettera maiuscola F d'oro, a destra, e al semivolo abbassato d'azzurro a sinistra, sormontati da una corona radiata d'oro (citato in (9)) alias Partito: nel 1º trinciato d'azzurro e d'argento; nel 2º d'argento, alla lettera maiuscola F d'oro, a destra, e al semivolo abbassato d'azzurro a sinistra, sormontati da una corona radiata d'oro (citato in (9)) (DE) Gespalten: Rechts silber-blau schräggeteilt, links in Silber 1 goldene Krone, 1 goldener Majuskelbuchstabe F und 1 blauer Flügel pfahlweise (citato in (20)) alias Inquartato: nel 1º e 4º trinciato d'azzurro e d'argento; nel 2º e 3º d'argento, alla lettera maiuscola F d'oro, a destra, e al semivolo abbassato d'azzurro a sinistra, sormontati da una corona radiata d'oro (citato in (9)) |
|                              | Fabbrini (Firenze) D'azzurro, al calice d'oro, sormontato da un giglio bottonato dello stesso (citato in (9)) |
|                              | Fabbrini (Firenze) D'azzurro, al monte di sei cime d'oro, accompagnato in capo da una stella a otto punte dello stesso, e in punta da due scuri decussate di nero (citato in (9)) |
|                              | Fabbrini (Firenze) Di…, all'albero sradicato di..., attraversato da un lambello a quattro pendenti di…, e attraversante con il tronco un porco passante di… (citato in (9)) |
|                              | Fabbrini (Firenze) D'azzurro, alla fascia d'oro (citato in (9)) (DE) In Blau 1 goldener Balken (citato in (20)) |
|                              | Fabbrini (Firenze) D'azzurro, al monte di sei cime d'oro, sormontato da una stella a otto punte dello stesso (citato in (9)) (DE) In Blau 1 schwebender goldener Sechsberg, oben besetzt mit 1 achtstrahligen goldenen Stern (citato in (20)) |
|                              | Fabbrini (Toscana) (DE) In Blau 1 silberner Hund? (citato in (20)) |
|                              | Fabbrini del Lion Rosso (Firenze) Tagliato: nel 1º d'azzurro, al sole d'oro; nel 2º d'oro, all'aquila dal volo abbassato d'azzurro (citato in (9)) |
|                              | Fabbrini della Scala (Firenze) D'oro, all'incudine al naturale, sormontata da due martelli dello stesso contrapposti in scaglione; il tutto accompagnato in capo da una stella a otto punte d'azzurro (citato in (9)) |
|                              | Fabbrizi (Firenze) D'azzurro, alla fascia d'oro, sostenente una chiocciola d'argento alias D'azzurro, alla fascia d'oro, sostenente una chiocciola d'argento, il tutto accompagnato da tre stelle a otto punte d'oro, 2.1 (citato in (9)) |
|                              | Fabbroni (Firenze) D'azzurro, a due spade d'argento, appuntate su un monte di sei cime d'oro, e accompagnate in capo da una stella a otto punte dello stesso (citato in (9)) |
|                              | Fabbroni (Pistoia, Firenze) D'azzurro, a tre spade appuntate in punta d'argento, sormontate da tre martelli di nero, posti in banda e ordinati in capo alias D'azzurro, alla banda d'oro caricata di tre martelli di nero, posti nel senso della pezza; il tutto sormontato da uno scudetto rotondo del Popolo fiorentino alias Di rosso, a tre spade d'argento appuntate su un giglio d'oro posto in punta, il tutto sormontato da una banda alzata d'oro, caricata di tre martelli al naturale, posti nel senso della pezza alias D'azzurro, a tre spade d'argento, appuntate su un monte di tre cime d'oro alias D'azzurro, al massacro di cervo d'argento, racchiudente fra le corna una stella a otto punte d'oro (citato in (9)) |
|                              | Fabbroni (Toscana) (DE) Unter 1 goldenen Schildhaupt, darin 3 schräggelegte silbergestielte naturfarbene Hämmer, in Rot 3 gestürzte naturfarbene Schwerter balkenweise (citato in (20)) |
|                              | Fabbroni della Stella (Firenze) D'azzurro, alla sbarra d'argento, caricata di tre martelli di nero posti nel senso della pezza, e accompagnata nel cantone destro del capo da una palla di rosso, caricata di una croce d'argento (citato in (9)) |
|                              | Fabbruzzi (Prato) D'azzurro, al cane rampante d'oro, collarinato dello stesso, e alla banda diminuita attraversante d'argento alias D'azzurro, al cane rampante d'oro, collarinato dello stesso, e alla banda diminuita attraversante d'argento; con il capo dell'Impero (citato in (9) - Fasc. 5558) |
|                              | Faberi (Firenze) D'azzurro, all'albero sradicato di verde, caricato nella chioma di una stella a otto punte d'argento e accompagnato ai lati da due stelle a otto punte dello stesso; con la campagna semitroncata d'oro e d'argento alias D'azzurro, all'albero al naturale, nodrito sul terreno dello stesso, e accompagnato da tre stelle a otto punte d'oro, 1.2 alias Troncato: nel 1?? di cielo, al tronco d'albero fogliato al naturale, movente dalla partizione, e accompagnato da tre stelle a otto punte d'oro, 1.2; nel 2?? di..., al leone di...; con la fascia semitroncata d'oro e di rosso, passata sulla troncatura (citato in (9)) |
|                              | Faberi o Faberi della Terza (Toscana) (DE) In Blau 1 natürlicher grünbeblätterter Baum, 1 grünen Schildfuß besetzend und oben und beidseitig begleitet von je 1 achtstrahligen goldenen Stern (citato in (20)) |
|                              | Faberini (Firenze) D'azzurro, al monte composto di tre monti di tre cime d'oro, sormontato da una corona radiata dello stesso, cimata da un ramo di palma di verde (citato in (9)) |
|                              | Fabi (Firenze) Di rosso, a due leoni affrontati d'argento, e a un monte di tre cime dello stesso, posto nel cuore (citato in (9)) |
|                              | Fabiana o Fabiani (Ovada) D'argento, alla torre di due palchi merlata di rosso, terrazzata di verde, sostenuta da due leoni d'oro; col capo d'azzurro, caricato di un'aquila nascente col volo abbassato di nero, coronata dello stesso (citato in (30)) |
|                              | Fabiani (Arezzo) di azzurro alla testa di moro attortigliata d'argento (citato in (4) – Vol. III pag. 43) D'azzurro, alla testa di moro al naturale, attortigliata e buccolata d'argento (citato in (9)) testa di moro di profilo al naturale attorcigliata di argento su azzurro (citato in LEOM) |
|                              | Fabiani d'azzurro all'albero secco avviticchiato dall'edera, sopra una zolla di verde (citato in (4) – Vol. III pag. 44) albero secco avviticchiato da un'edera sopra una zolla di verde tutto al naturale su azzurro (citato in LEOM) Motto: Sic perire iuvat |
|                              | Fabiani d'azzurro alla fascia di rosso sostenente un leone di oro nascente (citato in (4) – Vol. III pag. 44) fascia di rosso su azzurro - leone rampante di oro nascente dalla fascia su azzurro in alto (citato in LEOM) Motto: Sic perire iuvat |
|                              | Fabiani (Monteleone - Vibo Valentia) d'argento con tre monti di verde ed un sinistrochiero corazzato con mano di carnagione, tenente una palma anch'essa di verde, e sopra una stella di rosso (citato in (16)) |
|                              | Fabiani (Gubbio) troncato: nel primo d'oro all'aquila di nero; nel secondo di argento alla banda di azzurro caricata da quattro plinti d'oro (citato in (4) – Vol. III pag. 44) |
|                              | Fabiani (Gubbio) aquila di nero su oro - 4 plinti di oro posti in palo su banda di azzurro su argento (citato in LEOM) |
|                              | Fabiani (Gubbio) 4 stelle (6 raggi) di oro su fascia di azzurro bordata di nero su troncato di azzurro e di rosso - 3 stelle (6 raggi) di oro poste 1,2 su azzurro - tronco sradicato di olivo di verde su rosso (citato in LEOM) |
|                              | Fabiani (Gubbio) 7 stelle (6 raggi) di oro poste in piramide su azzurro - tronco sradicato di olivo di oro su rosso (citato in LEOM) |
|                              | Fabiani-Beni (Gubbio) (la blasonatura non è stata ancora caricata) (Immagine nella Raccolta stemmi Trippini (JPG).) |
|                              | Fabiani Gigli (Siena) D'azzurro, alla fascia d'oro, accompagnata da tre gigli dello stesso, 2.1 (citato in (9)) |
|                              | Fabiani (Venezia) (FR) De gueules, à la fasce d'argent, ch. de trois roses tigées (sans feuilles) d'or. (citato in JB Rietstap (archiviato dall'url originale il 15 gennaio 2016).) |
|                              | Fabii (Cesena) (la blasonatura non è stata ancora caricata) (citato in BLCW) Immagine in Blasone Cesenate. |
|                              | Fabio o Fabiani (Mondovì) Troncato, al 1° d'azzurro, alla stella, accompagnata da due giglio, il tutto d'oro, al 2° d'argento, alla pianta di fava, gambuta, fogliata e fruttata di verde alias Troncato, al 1° d'azzurro, a tre stelle d'oro, al 2° d'argento, alla pianta di fava, gambuta e fogliata di verde, fruttata di rosso Motto: In tenebris virtus (citato in (11)) |
|                              | Fabio (Moncalieri) D'argento, alla pianta di fava, di verde, fruttata d'oro verde Motto: In sublimis (citato in (11)) |
|                              | Fabrani (Cesena) (la blasonatura non è stata ancora caricata) (citato in BLCW) Immagine in Blasone Cesenate. |
|                              | Fabre Troncato, al 1° a tre stelle, sormontate da una mezzaluna crescente, il tutto d'argento, al 2° d'oro, alla testa di toro, di rosso Motto: Faber fortunae virtus (citato in (11)) |
|                              | Fabri (Ravenna, Firenze) Titolo: Patrizio di Ravenna d'azzurro al martello manicato d'oro posto in banda sull'incudine di nero, sormontato da tre stelle d'oro di sei raggi 1 e 2 (citato in (4) – Vol. III pag. 44) martello di nero manicato di oro posto in banda su - incudine di nero su azzurro - 3 stelle (6 raggi) di oro poste 1,2 in alto su azzurro (citato in LEOM) |
|                              | Fabri (Napoli) d'azzurro al leone d'oro rivoltato e rampante sopra una scala d'argento posta in sbarra (citato in (4) – Vol. III pag. 45) leone rampante rivolto testa rivolta di oro su scala di argento posta in sbarra su azzurro (citato in LEOM) |
|                              | Fabri (Roma) di azzurro all'aquila al naturale sorante, sostenuta da un monte di tre cime d'oro all'italiana; in capo tre stelle d'oro male ordinate (citato in (4) – Vol. III pag. 45) aquila al naturale sorante sostenuta da - monte a 3 cime di oro uscente dalla punta su azzurro - 3 stelle (6 raggi) di oro poste 1,2 in alto su azzurro (citato in LEOM) |
| (il disegno è da correggere) | Fabri (Marcellano (Gualdo Cattaneo)) di azzurro all'incudine d'argento cerchiata di oro (citato in (4) – Vol. III pag. 45) incudine di argento su probabile tondo di oro (?) su azzurro su supporto indefinito (citato in LEOM) |
|                              | Fabri (Sezze) (la blasonatura non è stata ancora caricata) |
|                              | Fabri (Firenze) D'azzurro, all'incudine d'argento, sormontata da una rosa di... (citato in (9)) |
|                              | Fabri (Sansepolcro) Troncato d'argento e di verde, al destrocherio armato al naturale, tenente in palo una mazza d'arme dello stesso; il tutto attraversante e accompagnato in capo da una stella a otto punte d'oro (citato in (9)) |
|                              | Fabri o Fabre o Favre (Sospello, Nizza) Titolo: signori di Rocchetta del Varo; consignori di Aiglun, Dosfraires e Faraone, Giletta. Gorbio, Mas D'oro al leone di rosso, con la fascia d'azzurro, carica di tre fiamme d'oro (citato in (11)) d'oro, al leone di rosso colla fascia d'azzurro carica di tre fiamme d'oro (fiamme di fuoco), attraversante (citato in (19)) alias D'oro, al leone di rosso, con la fascia d'azzurro, carica di tre trifogli d'oro (citato in (11)) alias Spaccato, nel 1º in campo d'azzurro tre stelle di cinque punte d'argento, ordinate in fascia ed una luna nuova del medesimo; nel 2º d'oro con un rincontro di toro di rosso (citato in (19)) Cimiero: leone di rosso nascente / un braccio impugnante una palma Motto: Fortis et mitis - Faber fortunae virtus |
|                              | Fabri (Valle d'Aosta) Titolo: signori di Cly D'oro, sparso di chiavi di rosso, l'ingegno in alto, al leone tenente una croce del Calvario, il tutto di rosso alias D'oro, sparso di chiavi d'azzurro, l'ingegno in basso, al leone di rosso, tenente un martello al naturale (citato in (11)) |
|                              | Fabri (Montefalco) (la blasonatura non è stata ancora caricata) (citato in Degli Abbati) |
|                              | Fabrici (Cesena) (la blasonatura non è stata ancora caricata) (citato in BLCW) Immagine in Blasone Cesenate. |
|                              | Fabricy (Venezia) (FR) D'azur, à une tête de léopard d'or, allumée et lampassée de gueules. (FR) OU De sinople, à un F antique d'or. (citato in JB Rietstap (archiviato dall'url originale il 15 gennaio 2016).) |
|                              | Fabrini (Firenze) d'azzurro a due accette in croce di S. Andrea, sormontate da una piramide di 6 monti caricata di una stella di 8 raggi, il tutto d'oro (citato in (4) – Vol. III pag. 46) Cimiero: un leone uscente al naturale |
|                              | Fabrini (Firenze) 2 accette incrociate di oro sormontate da - monte a 6 cime dello stesso - stella (8 raggi) di oro in alto tutto su azzurro (citato in LEOM) |
|                              | Fabrini (Firenze) calice di oro su azzurro (citato in LEOM) |
|                              | Fabrini (Castelfiorentino) tagliato: nel 1º d'azzurro al sole d'oro; nel 2º d'oro all'aquila di nero (citato in (4) – Vol. III pag. 46) sole raggiante di oro sull'azzurro del tagliato di azzurro e di oro - aquila di nero su oro (citato in LEOM) |
|                              | Fabrini (Pistoia) D'argento, al destrocherio di carnagione, vestito di rosso, tenente un martello al naturale (citato in (9)) |
|                              | Fabrini (Volterra) Di rosso, al sinistrocherio reciso, armato e impugnante un martello, in atto di battere su un'incudine; il tutto al naturale (citato in (9)) |
|                              | Fabrini delle Stelle (Firenze) Tagliato: nel 1º d'azzurro, al sole d'oro; nel 2º d'oro, all'aquila dal volo spiegato d'azzurro alias Tagliato: nel 1º d'azzurro, al sole d'oro; nel 2º d'oro, all'aquila dal volo spiegato di nero alias Tagliato: nel 1º d'azzurro, al sole d'oro; nel 2º d'oro, all'aquila dal volo abbassato d'azzurro alias Tagliato: nel 1º d'azzurro, al sole d'oro; nel 2º d'oro, all'aquila dal volo abbassato di nero (citato in (9)) |
|                              | Fabrini di Vicchio d'azzurro al calice d'oro (citato in (4) – Vol. III pag. 46) |
|                              | Fabris (Crespignaga di Maser (Treviso)) Titolo: Nobile troncato di azzurro e di rosso, alla fascia di argento sulla partizione; il 1º a tre stelle (8) di oro, male ordinate (citato in (4) – Vol. III pag. 47) fascia di argento su troncato di azzurro e di rosso - 3 stelle (8 raggi) di oro poste 1,2 su azzurro (citato in LEOM) |
|                              | Fabris (Venezia) Titolo: Nobile di azzurro alla fascia, accompagnata in capo da due stelle (8) ed in punta da una crocetta, il tutto d'oro (citato in (4) – Vol. III pag. 47) fascia di oro su azzurro - 2 stelle (8 raggi) di oro poste in fascia in alto su azzurro - crocetta di oro su azzurro in basso (citato in LEOM) |
|                              | Fabris (Parma, Feltre, Schio) Titolo: Nobile troncato: sopra di rosso a due rose di argento; sotto, d'argento allo scaglione cucito d'oro accompagnato in punta da una stella di oro cucita (citato in (4) – Vol. III pag. 47) 2 rose di argento su rosso - scaglione di oro su argento accompagnato in basso da - stella (5 raggi) di oro (citato in LEOM) Cimiero: la rosa d'argento |
|                              | Fabris (Parma, Feltre, Schio) scaglione di oro su troncato in scaglione di rosso e di argento - 2 rose di argento in alto su rosso - stella (5 raggi) di oro su pila rovesciata di azzurro su argento (citato in LEOM) |
| (disegno da ricontrollare)   | Fabris (Lestizza (Udine), Milano) Titolo: Nobile troncato: a) d'azzurro alla cometa d'oro ondeggiante in palo; b) d'argento al monte di tre cime di verde (citato in (4) – Vol. III pag. 48) cometa di oro posta in palo su azzurro - monte a 3 cime al naturale di verde uscente dalla punta su argento (citato in LEOM) |
|                              | Fabris (Asolo) Troncato alla fascia d'argento sulla partizione; nel 1° d'azzurro a tre stelle (8) d'oro male ordinate; nel 2° di rosso (citato in DAlena) |
|                              | Fabris (Chioggia) (la blasonatura non è stata ancora caricata) (citato in Araldica gentilizia (archiviato dall'url originale il 4 marzo 2016).) |
|                              | Fabrizi (Terni) di azzurro al crescente di argento sormontato da una cometa dello stesso (citato in (4) – Vol. III pag. 49) luna montante di argento sormontata da - cometa posta in palo dello stesso su azzurro (citato in LEOM) |
|                              | Fabrizi (Firenze) Di..., all'albero di..., nodrito su un monte di tre cime di..., uscente dalla punta, e accostato da due leoni affrontati di..., sostenuti dal monte stesso (citato in (9)) |
|                              | Fabroni (Arezzo) d'azzurro, alla sbarra d'oro caricata da tre martelli di nero addestrata nel capo da un globo d'argento, crociato di rosso (citato in CROL – pag. 20) |
|                              | Fabroni (Arezzo) di azzurro alla banda d'oro caricata di tre martelli di ferro, manicati di legno, e accostata in capo da una palla d'argento caricata di una croce piena di rosso (citato in (4) – Vol. III pag. 52) D'azzurro, alla banda d'oro caricata di tre martelli al naturale, posti nel senso della pezza, e accompagnata nel cantone sinistro del capo da uno scudetto rotondo del Popolo fiorentino (citato in (9)) |
|                              | Fabroni (Marradi, Firenze) di azzurro alla banda d'oro caricata d i tre martelli di ferro ordinati in banda e accostata a sinistra da una palla d'argento caricata di una croce piena di rosso, e a destra da tre spade d'azzurro convergenti (citato in (4) – Vol. III pag. 50) 3 martelli di nero su banda di oro posti nel senso della banda su azzurro - cerchio di argento crociato di rosso in alto a destra su azzurro - 3 spade di argento (?) incrociate punte al basso poste a ventaglio in basso a sinistra su azzurro (citato in LEOM) Motto: Saepe princeps semper patria |
|                              | Fabroni (Marradi, Firenze) di azzurro alla banda d'oro caricata di tre martelli di ferro ordinati in banda e accostata a sinistra da una palla d'argento caricata di una croce piena di rosso (citato in (4) – Vol. III pag. 50) 3 martelli di nero su banda di oro posti nel senso della banda su azzurro - palla di argento caricata di una crocetta di rosso in alto a destra su azzurro (citato in LEOM) Motto: Saepe princeps semper patria |
|                              | Fabroni (Marradi, Firenze) di azzurro a tre spade d'argento convergenti sulla punta di un giglio d'oro, al capo dello stesso caricato di tre martelli di ferro ordinati in fascia (citato in (4) – Vol. III pag. 50) 3 spade di argento poste a ventaglio con le punte che convergono su un - giglio di oro su azzurro - 3 martelli di nero posti in fascia su oro in capo (citato in LEOM) Motto: Fulgitur urbe gladius |

### Fac
| Stemma | Casato e blasonatura |
| ------ | --- |
|        | Faccai (Pisa) D'azzurro, a tre scaglioni d'oro (citato in (9)) |
|        | Faccenna (Montefalco) (d'azzurro, alla fascia d'oro, accompagnata in capo da una stella a otto raggi dello stesso, e in punta da una rosa di rosso) (citato in Degli Abbati) |
|        | Facchinetti, Fachinetti e Fachenetti (Bologna) d'argento, all'albero di noce sradicato di verde (citato in (2) – pag. 377, in (6) - pag. 294 e in DAlena)) albero di noce di verde sradicato e fruttato di oro (citato in (4) - Vol. III pag. 52 e in (11)) albero di noce sradicato di verde, fruttifero d'oro (citato in (5) - pag. 131) (Immagine nella Raccolta stemmi Trippini (JPG).) alias D'azzurro, al palo d'argento, carico di un noce di verde, sradicato, fruttato d'oro, accostato a destra da un volo alzato, d'argento, sormontato da una cometa d'oro, posta in palo, a sinistra da cipresso di verde, sinistrato da un pino, pure di verde, posto in sbarra, entrambi uscenti da terrazzo, di verde, accompagnati in capo da una cometa d'oro, posta in banda (citato in (11)) Motto: Pulchrum pro libertate mori |
|        | Facchinetti (Cesena) (la blasonatura non è stata ancora caricata) (citato in BLCW) Immagine in Blasone Cesenate. |
|        | Facchinetti Pulazzini (Bologna, Roma, Rimini, Città di Castello) (arma antica) d'argento all'albero di noce di verde sradicato e fruttato d'oro (citato in (4) – Vol. III pag. 52) albero di noce di verde sradicato e fruttato di oro su argento (citato in LEOM) |
|        | Facchinetti Pulazzini (Bologna, Roma, Rimini, Città di Castello) (arma moderna) interzato in palo: nel 1º d'azzurro al volo d'argento sormontato da una cometa d'oro in palo(Alippi); nel 2º d'argento all'albero di noce di verde sradicato e fruttato d'oro (Facchinetti); nel 3º di azzurro al pino di verde sinistrato da un piccolo cipresso al naturale su terreno d i verde, il pino sormontato da una cometa d'oro (Pulazzini) (citato in (4) – Vol. III pag. 52) albero di noce di verde sradicato e fruttato di oro su palo di argento su azzurro - volo (2 ali) alzato di argento sormontato da - cometa di oro posta in palo tutto su azzurro - albero cipresso di verde accostato a destra da un albero di pino dello stesso posto in sbarra uscenti entrambi da terrazzo di verde su azzurro - cometa di oro posta in banda in alto su azzurro (citato in LEOM) Cimiero: un volo d'argento Motto: Pulcrum pro libertate mori |
|        | Facchini (Pistoia) D'azzurro, alla banda d'oro, accompagnata da due stelle a otto punte dello stesso, 1.1, e caricata di un ramo di rosaio di verde, fiorito di un pezzo di rosso e posto in mezzo a due triangoli d'argento (citato in (9)) |
|        | Facchini (Cesena) (la blasonatura non è stata ancora caricata) (citato in BLCW) Immagine in Blasone Cesenate. |
|        | Faccini (Cesena) (la blasonatura non è stata ancora caricata) (citato in BLCW) Immagine in Blasone Cesenate. |
|        | Faccio (Masserano) D'azzurro, al castello di rosso, cucito, fondato sulla campagna di verde, con il capo d'oro, carico di un'aquila di nero (citato in (11)) |
|        | Faccioli (Padova) Titolo: Nobile di argento, allo scaglione di rosso, accompagnato da tre teste di moro di nero, attortigliate del campo (citato in (4) – Vol. III pag. 54) scaglione di rosso su argento accompagnato da - 3 teste di moro di profilo al naturale attorcigliate di argento poste 2,1 su argento (citato in LEOM) |
|        | Facdouelle (Livorno, Montopoli) d'azzurro all capriolo brisato d'argento, accompagnato nel cantone destro del capo da una squadra dello stesso, vuota, nel cantone sinistro da una tortora al naturale, e in punta da un destrocherio vestito di ferro, posto in palo, accompagnato a sua volta da 3 gigli d'oro, due ai lati e uno in punta (citato in (4) – Vol. III pag. 54) scaglione brisato di argento su azzurro accompagnato da - in alto a destra una squadra di argento - a sinistra in alto da una tortora al naturale (uccello) - in basso pugno destro armato al naturale posto in palo accompagnato da - 3 gigli di oro posti 2,1 su azzurro (citato in LEOM) |
|        | Facdouelle (Livorno, Fiesole) D'azzurro, allo scaglione spezzato d'argento sostenente un falcone al naturale posato sul braccio di sinistra, e accompagnato nel cantone destro del capo da un triangolo vuoto d'argento, e in punta da un guanto d'arme chiuso a pugno al naturale, posto in mezzo a tre gigli d'oro, 2.1 (citato in (9)) |
|        | Facelli (Asti) Titolo: consignori di Cortandone, Monale, Villafranca D'azzurro, a una fiamma al naturale posta verso la punta dello scudo, sormontata da tre stelle d'argento, male ordinate Motto: Tendent ad sidera faces (citato in (11)) |
|        | Facheris (Milano) Titolo: Nobile troncato: nel 1º di rosso al castello d'argento, aperto e finestrato di nero; nel 2º d'oro, alla capra di nero, rampante e tenente un ramo fogliato di verde (citato in (4) – Vol. III pag. 54) castello di argento affiancato da 2 torri dello stesso aperto e finestrato di nero su rosso - capra rampante di nero tenente con le zampe anteriori un ramoscello di verde su oro (citato in LEOM) |
|        | Faciani o Fagiani (Caluso) Titolo: consignori di Barone, Candia, Terruggia D'azzurro, a due spade, al naturale, decussate, accompagnate in capo da un libro d'argento, aperto Motto: In ogni tempo (citato in (11)) |
|        | Facini (Venezia) (la blasonatura non è stata ancora caricata) (Immagine nella Raccolta stemmi Trippini (JPG).) |
|        | Facini (Vicenza) serpente di verde natante su un mare di argento su argento - stella (5 raggi) di oro in alto a sinistra su argento - 3 bande di azzurro su argento (citato in LEOM) |
|        | Facino (Vercellese ?) Troncato d'argento e d'azzurro, a tre torce (?) d'oro, 2 e 1 (citato in (11)) |
|        | Facio o De Fassio (Strambino, Ivrea) D'azzurro, al leone, sormontato da tre stelle male ordinate, il tutto d'oro Motto: Facientes bona lucescunt (citato in (11)) |
|        | Facio o Faccio (Avigliana, Torino) D'azzurro, allo scaglione d'oro, accompagnato, nel braccio destro da due teste di moro, al naturale, nel braccio sinistro da tre stelle d'oro, ordinate in banda, e sotto, da una testa di moro di nero, bendata d'argento, rivoltata, caricante una rotella d'oro (citato in (11)) |
|        | Facio o Fazio o Fatio o Fatto (Vogogna, Ginevra) Titolo: signori di Bonvillars, Duilliers (Vaud) D'argento, a tre garofani di rosso, gambuti e fogliati di verde, nutriti su tre colli dello stesso, sormontati da due stelle di rosso (citato in (11)) |
|        | Facipecora Pavesi (Mantova, Monferrato) Titolo: conti di Varengo Troncato, al 1° d'azzurro, al sole d'oro, figurato e raggiante, sormontato da un cartiglio recante il motto PAR UN DESIR, al 2° di rosso, al drago d'argento, rivoltato e seduto, con la bordura dentata d'argento alias Troncato, al 1° d'oro, al sole di rosso, al 2° d'argento , al drago seduto, al naturale, con la bordura dentata (di rosso?) alias Troncato, al 1° d'oro, al sole di rosso, al 2° d'argento , al drago di nero alias Troncato, al 1° d'argento, al sole di rosso, figurato e raggiante, sormontato da un cartiglio recante il motto PAR UN DESIRE, al 2° d'azzurro, al drago d'argento, (seduto?) alias Troncato, al 1° d'oro, al sole di rosso, sormontato da un lambello a tre pendenti, d'argento, al 2° d'azzurro, al drago di nero, cucito alias Troncato di due e partito di due, al 1°, 3°, 7° e 9° di rosso, al 2° troncato d'argento e di nero, al 4° partito d'argento e di nero, al 5° d'argento, allo scudo pavese, di rosso, al 6° partito di nero e d'argento, all'8° troncato di nero e d'argento, con il capo d'argento, carico di un'aquila di nero (citato in (11)) |

### Fad
| Stemma | Casato e blasonatura |
| ------ | --- |
|        | Fada (Verona) di rosso, alla chimera di carnagione; la metà inferiore del corpo d'argento, i piedi d'aquila, le gambe anteriori sostituite da due ali spiegate d'argento (citato in (2) – pag. 131 e in DAlena) |
|        | Fadigati (Milano) Titolo: Nobile interzato in fascia: al 1º di azzurro al fulmine d'oro uscente in banda da una nuvola, al naturale, movente dall'angolo destro del capo; al 2º di oro all'aquila di nero coronata del campo; al 3º di rosso al puttino a cavallo di un leone illeopardito; il puttino tenente una palma, il tutto sostenuto dalla pianura erbosa ed al naturale (citato in (4) – Vol. III pag. 55) saetta (fulmine) di oro uscente da una nuvola al naturale posta nel canton sinistro del capo su azzurro - aquila di nero coronata di oro su oro - putto (bambino) tenente tra le anteriori una foglia di palma cavalcante un leone passante su terrazzo erboso tutto al naturale su rosso (citato in LEOM) |
|        | Fadini (Milano, Crema) di verde al cavallo di argento, gaio e slanciato sulla campagna d'oro caricata di tre rotelle di sperone a cinque punta di nero disposte 2 e 1 (citato in (4) – Vol. III pag. 55) cavallo rampante corrente di argento su verde su - campagna di oro caricata da 3 rotelle di sperone a 5 punte di nero poste 2,1 (citato in LEOM) |

### Fae
| Stemma | Casato e blasonatura                                                                                          |
| ------ | --- |
|        | Faelli o Faella (Imola, Bologna) bandato di azzurro e di oro - aquila di nero su oro in capo (citato in LEOM) |

### Faf
| Stemma | Casato e blasonatura                                                    |
| ------ | ----------------------------------------------------------------------- |
|        | Faffi (Firenze) D'argento, all'aquila bicipite di rosso (citato in (9)) |

### Fag
| Stemma | Casato e blasonatura |
| ------ | --- |
|        | Faggi (Umbertide) d'azzurro, all'albero di faggio al naturale terrazzato di verde, accollato da un serpente dello stesso (citato in (2) – pag. 244 e in DAlena) |
|        | Fagiolari (Firenze) Di rosso, a tre gemelle in fascia d'oro alias Di rosso, a tre gemelle in fascia d'argento (citato in (9)) |
|        | Fagiolari (Firenze) D'azzurro, alla ruota di molino d'oro (citato in (9)) |
|        | Fagioli (Firenze) D'argento, a tre piante di fagiolo sradicate di verde, 2.1 alias D'argento, a tre piante di fagiolo sradicate di verde, 2.1, accompagnate in capo da un giglio d'oro alias D'argento, alla pianta di fagiolo sradicata di verde alias D'argento, alla pianta di fagiolo sradicata di verde, accompagnata in capo da un giglio d'oro (citato in (9)) |
|        | Fagioli (Toscana) (DE) In Silber 3 grüne Bohnenkrautstengel balkenweise, der mittlere erniedrigt (citato in (20)) |
|        | Fagioli (Firenze) Di rosso, a tre semi di fagiolo d'argento, gemmati di nero (citato in (9)) |
|        | Fagioli (Pisa) D'argento, all'aquila dal volo abbassato di rosso (citato in (9)) |
|        | Fagioli (Prato) D'oro, al grifone di rosso, sostenuto da un monte di sei cime di verde e caricato alla spalla di tre bisanti del campo, 1.2 (citato in (9)) |
|        | Fagioli da Signa (Firenze) D'oro, a tre piante di fagiolo sradicate di verde, 2.1 (citato in (9)) |
|        | Faglia (Chari (Brescia)) Titoli: Nobile, Conte del Vicariato di Terrazzo troncato: nel 1º di verde a cinque gigli d'oro posti in fascia; nel 2º di rosso al leone coronato di oro (citato in (4) – Vol. III pag. 56) 5 gigli di oro posti in fascia su verde - leone rampante coronato di oro su rosso (citato in LEOM)                                               |
|        | Fagnani (Rimini, Torino) Titolo: Patrizio di Rimini d'azzurro a tre bande d'oro, col capo d'azzurro caricato di tre gigli d'oro (citato in (4) – Vol. III pag. 56) 3 bande di oro su azzurro - capo di Francia (citato in LEOM) Cimiero: un'aquila bicipite |
|        | Fagnani (Roma) (la blasonatura non è stata ancora caricata) (Immagine nell' Archivio Storico Capitolino (PDF).) |
|        | Fagnani (Cesena) (la blasonatura non è stata ancora caricata) (citato in BLCW) Immagine in Blasone Cesenate. |
|        | Fagnano (la blasonatura non è stata ancora caricata) (citato in DAlena) |
|        | Fagni (Firenze) D'oro, alla croce d'azzurro, caricata di cinque gigli del campo (citato in (9)) (DE) In Gold 1 blaues Kreuz, belegt mit 5 goldenen Lilien (citato in (20)) |
|        | Fagnoli (Firenze) D'azzurro, all'albero di due rami decussati al naturale, nodrito su una roccia dello stesso, e allo scaglione attraversante d'oro, caricato di un giglio di rosso (citato in (9)) |
|        | Fagotto (Pinerolo) D'argento, alla pianta di fava di verde, sradicata, accompagnata da due stelle di rosso Motto: Ex coelesti virtute (citato in (11)) |

### Fai
| Stemma | Casato e blasonatura |
| ------ | --- |
|        | Faija o Faji (Sicilia) d'azzurro, al leone d'argento, coronato d'oro, tenente con le zampe del davanti un giglio d'oro (citato in Mango) alias d'azzurro, con un leone di argento tenente colla zampa destra un giglio dello stesso (citato in (17)) Notizie storiche in Famiglie nobili di Sicilia.                                                                           |
|        | Faina (Orvieto, Perugia, Roma) di azzurro alla faina al naturale rivoltata e posta sopra tre monti d'oro, in catto di saltare (citato in (4) – Vol. III pag. 57) faina rampante rivolta al naturale su monte a 3 cime di oro uscente dalla punta su azzurro (citato in LEOM)                                                                                                   |
|        | Faina (Orvieto, Perugia, Roma) d'azzurro al monte d'oro di tre cime, uscente dalla punta dello scudo, e sostenente una faina al naturale ritta con la testa rivoltata (citato in (4) – Vol. III pag. 57) |
|        | Fainardi (Parma) d'azzurro a tre alberi d'oro di forma piramidale piantati ciascuno sopra una roccia d'argento e sormontato quello di mezzo da una stella dello stesso (citato in (4) – Vol. III pag. 58) 3 alberi stilizzati a forma piramidale di oro su 3 rocce di argento uscenti dalla punta su azzurro - stella (5 raggi) di argento in alto su azzurro (citato in LEOM) |

### Fala
| Stemma | Casato e blasonatura |
| ------ | --- |
|        | Falaborri (Firenze) Di cielo, alla vite pampinata e fruttifera al naturale, nodrita sul terreno dello stesso; con il capo d'argento, caricato di tre stelle a otto punte d'oro (citato in (9)) |
|        | Falagiani (Empoli, Firenze) D'azzurro, all'albero al naturale, nodrito su un monte di tre cime d'oro, e sinistrato da un leone dello stesso (citato in (9)) |
|        | Falagiani del Lion d'Oro (Firenze) D'oro, al gallo ardito rivolto al naturale, sostenuto dalla campagna di verde, e sormontato dalla sbarra contromerlata alzata d'azzurro (citato in (9)) |
|        | Falai (Firenze) Troncato d'azzurro e di rosso, al leone attraversante dell'uno all'altro, sormontato da un lambello a cinque pendenti di nero; e alla fascia d'argento attraversante sul tutto e caricata di tre mosche (o api) montanti al naturale (citato in (9)) |
|        | Falanga o Sfalanga (Enna, Noto, Messina) Titolo: barone di Scarpello e Pollicarini, nobile di Messina e Enna di rosso, al castello merlato d'oro aperto e finestrato nel campo, sinistrato da un leone rampante d'oro (ramo Ennese) (citato in Mango) alias d'azzurro, al castello merlato d'oro aperto e finestrato del campo; sinistrato da un leone rampante d'oro (ramo Ennese) (citato in (31)) di verde, alla banda accompagnata in campo da un monte di tre cime, il tutto d'oro (ramo Messinese) (citato in (31)) Corona di barone e nobile |
|        | Falangola (Sorrento, Napoli, Roma) Titolo: patrizio di Sorrento d'oro al leone troncato di rosso e di verde (citato in (4) – Vol. III pag. 58 e in (12)) leone rampante troncato di rosso e di verde su oro (citato in LEOM) |
|        | Fa la Ragione (Siena) D'azzurro, allo scaglione d'oro accompagnato da tre rose dello stesso, 2.1 (citato in (9)) |
|        | Falaschi (Pontremoli) D'azzurro, alla melagrana d'oro, granita, picciolata e fogliata dello stesso (citato in (9)) |

### Falc
| Stemma | Casato e blasonatura |
| ------ | --- |
|        | Falcetti (Vigone) Titolo: consignori di Montaldo Roero D'azzurro, calzato d'oro, con tre mezzelune d'argento addossate Motto: Furit non ferit (citato in (11)) |
|        | Falchi (Firenze) Trinciato d'azzurro e d'oro, al leone attraversante dell'uno all'altro (citato in (9)) |
|        | Falchi Picchinesi (Volterra, Pistoia) di azzurro alla fascia d'oro accompagnata in capo da un falco inseguente un colombo, il tutto al naturale (citato in (4) – Vol. III pag. 59) D'azzurro, alla fascia d'oro, sormontata da un falcone volante al naturale, inseguente una colomba dello stesso (citato in (9)) fascia di oro su azzurro accompagnata in alto da - falco (uccello) che insegue un colombo (uccello) tutto al naturale su azzurro (citato in LEOM) |
|        | Falchini (Firenze) D'oro, al castello di rosso, aperto del campo, sostenente un'aquila (o falco) dal volo abbassato al naturale, e fondato sulla campagna d'azzurro, caricata di tre stelle a otto punte d'oro, ordinate in fascia (citato in (9)) |
|        | Falciai (Arezzo) D'azzurro, al destrocherio di carnagione, vestito di rosso, impugnante una falce al naturale nell'atto di tagliare quattro spighe di frumento d'oro, legate di rosso; il tutto accompagnato nel cantone sinistro del capo da un sole d'oro (citato in (9)) |
|        | Falcinelli d'azzurro al capriolo d'argento accompagnato da 3 rose dello stesso, due in capo e una in punta (citato in (4) – Vol. III pag. 59) |
|        | Falcinelli (Cesena) (la blasonatura non è stata ancora caricata) (citato in BLCW) Immagine in Blasone Cesenate. |
|        | Falcinelli Antoniacci (Assisi, Perugia) partito: il 1º d'azzurro al capriolo d'argento accompagnato da 3 rose dello stesso, due in capo e una in punta (Falcinelli); 2º di rosso al monte di 3 cime d'oro sormontato da una quercia al naturale, con la sbarra di verde attraversante sul tutto (Antoniacci) (citato in (4) – Vol. III pag. 59) scaglione di argento accompagnato da - 3 rose dello stesso poste 2,1 su azzurro - sbarra di verde su - albero di quercia al naturale posto su monte a 3 cime di oro uscente dalla punta su rosso (citato in LEOM) |
|        | Falcini (Cesena) (la blasonatura non è stata ancora caricata) (citato in BLCW) Immagine in Blasone Cesenate. |
|        | Falco (Molise) D'azzurro al braccio destro armato uscente dal lato destro dello scudo e sostenente col guanto un falcone al naturale, a tre stelle d'argento (6) poste 2, 1 (citato in DAlena) |
|        | Falco (Catanzaro) D'oro troncato da una fascia di rosso: nel 1° caricato di un falco al naturale trasvolante verso destra; nel 2° alla banda di rosso caricata di tre fusi d'argento ed accostata da due rose del primo (citato in DAlena e in BLCL) |
|        | Falco (Messina) D'argento allo scudetto d'oro , caricato da una J maiuscolo di nero (citato in DAlena) |
|        | Falco (Saluzzo) Di rosso, al palo d'argento doppiodentato, con il capo d'oro (citato in (11)) |
|        | Falcò Pio (Madrid, Milano, Imbersago di Como) Titolo: Marchese di Castel Rodrigo inquartato: al 1º e al 4º di azzurro caricato di una losanga d'oro toccante i quattro limiti del quarto, e ricaricata di un'aquila (o falco) spiegata di rosso; al 2º e 3º di argento al cinghiale passante di nero (citato in (4) – Vol. III pag. 60) aquila di rosso su losanga di oro su azzurro - cinghiale passante di nero su argento (citato in LEOM) Motto: Faz tu deber e non temer Cimieri: una torre d'oro a due palchi, merlata alla guelfa, aperta e finestrata di nero, sinistrata dal destrocherio armato, di ferro, alzato e tenente una bandiera spiegata d'argento e crociata di rosso, posta in banda |
|        | Falcò Pio (Madrid, Milano, Villa Mombello) (la blasonatura non è stata ancora caricata) (citato in LEOM) |
|        | Falcombello (Avigliana, Pinerolo) Titolo: conti di Albaretto e Lottulo, Frassino Troncato, al 1° d'azzurro, alla stella d'argento, posta a destra, al 2° d'argento, al falcone al naturale, beccato e membrato di rosso, volante e fissante la stella del primo (arma antica) alias Troncato, al 1° d'azzurro, al falcone d'argento, allumato, linguato e sonagliato di nero, volante, accompagnato da due stelle d'oro, poste in banda, al 2° d'argento, alla croce di rosso, accantonata da quattro rose dello stesso, barbate di verde Motto: Sic sidera scandit (citato in (11)) |
|        | Falconcini (Volterra) d'azzurro al monte di tre cime sostenente un falcone al naturale, sorante, sormontato da 3 gigli d'oro ordinati in fascia posti tra i 4 pendenti di un lambello di rosso (citato in (4) – Vol. III pag. 70) |
|        | Falconcini (Volterra, Firenze) D'azzurro, al falcone al naturale, posato sulla cima di un monte a tre cime d'oro alias D'azzurro, al falcone al naturale, posato sulla cima di un monte a tre cime d'oro; con il capo cucito d'Angiò (citato in (9)) falco sorante al naturale su monte a 3 cime di oro su azzurro - capo d'Angiò cucito (citato in LEOM) |
|        | Falcone (Scala) (la blasonatura non è stata ancora caricata) (citato in DAlena) |
|        | Falcone (Messina, Siracusa, Milazzo, Palermo) Titolo: nobili d'azzurro, alla fascia di rosso, sostenente il falcone al naturale, col cappelletto in testa alias partito (o troncato ?): 1° d'azzurro, 2° di rosso di un falcone d'oro al volo posto al centro (citato in (12) e in Mango) |
|        | Falcone (Sicilia) Titolo: barone di Protonotaro in Castro, Bosco, Carrubba, Samperi, Domicella d'azzurro, con una banda d'oro sormontata da un falcone dello stesso (citato in (17)) Corona di barone Notizie storiche in Famiglie nobili di Sicilia. |
|        | Falcone (Tropea) (LA) campum ceruleum Arborem et desuper falco hinc inde due stelle argentee (citato in BLCL) Notizie storiche in Tropea Magazine. |
|        | Falconetti (Lendinara (Rovigo)) Titolo: Nobile partito e semitroncato con la campagna di verde; il 1º d'argento all'albero nodrito nella campagna, sostenente un falcone tenente nel becco un ramo di rosaio rosso, il tutto la naturale; il 2º d'argento a tre rose di rosso male ordinate; il 3º d'argento a tre pini di verde nodriti nella campagna (citato in (4) – Vol. III pag. 71) albero nodrido nel terrazzo cimato da un falcone che tiene nel becco una rosa di rosso stelata di verde tutto al naturale su argento - 3 rose di rosso poste 1,2 su argento - 3 alberi di pino (silvestre) di verde nodriti su terrazzo dello stesso su argento (citato in LEOM)                               |
|        | Falconetti (Firenze) Troncato d'oro e d'azzurro, a tre crescenti montanti d'argento posti nel secondo, 2.1 (citato in (9)) alias Troncato d'argento e d'azzurro, a tre crescenti montanti d'argento posti nel secondo, 2.1 (citato in (9)) (DE) Silber-blau geteilt: Unten 3 liegende silberne Halbmonde, 2:1 gestellt (citato in (20)) |
|        | Falconetti (Firenze) D'oro, al falcone di nero, posato su un ramo (o tronco d'albero) di verde (citato in (9)) |
|        | Falconetti (Siena) D'azzurro, al falcone posato d'argento, tenente nel becco una pina d'oro (citato in (9)) |
|        | Falconetti (Siena) Cigno (citato in DAlena) |
|        | Falconetti (Toscana) (DE) Unter 1 silbernen Schildhaupt, darin 1 aus dem linken Schildrand hervorkommender naturfarbener Elefantenkopf, 5mal rot-gold geteilt (citato in (20)) |
|        | Falconi (Piacenza) troncato: nel 1º d'azzurro al falco che uccide la colomba al naturale; nel 2º fasciato di azzurro e d'argento (citato in (4) – Vol. III pag. 71) falco che afferra e uccide una colomba al naturale su azzurro - fasciato di azzurro e di argento (citato in LEOM) |
|        | Falconi (Fermo, Roma, Porto San Giorgio) d'azzurro al monte di sei cime d'oro all'italiana, sormontato da un falco sorante al naturale, accompagnato nel cantone destro del capo da una cometa d'oro in palo (citato in (4) – Vol. III pag. 72) falco sorante al naturale da un monte a 6 cime di oro uscente dalla punta su azzurro - cometa posta in palo in alto a sinistra di oro su azzurro (citato in LEOM) Cimiero: un'aquila ad ali aperte |
|        | Falconi (Firenze) Di rosso, alla branca di leone posta in banda d'oro, e al filetto in banda attraversante d'argento (citato in (9)) |
|        | Falconi (Pisa) Scaccato d'oro e d'azzurro alias Di..., alla sbarra scaccata di tre file di... e di...; con il capo dell'Impero (citato in (9)) |
|        | Falconi (Siena) Di..., al falcone posato di... (citato in (9)) |
|        | Falconi (Molise, Abruzzo) D'azzurro alla torre naturale, merlata alla guelfa, terrazzata di verde, accompagnata in capo da un falco di nero ad ali spiegate tenente un cuore di rosso trafitto da una freccia d'argento, sopra il tutto due stelle d'oro ad otto punte (citato in DAlena) |
|        | Falconi (Molfetta) d'argento, a 3 falchi al naturale messi in fascia, al quarto franco dello stesso, caricato da una banda di rosso e accompagnata, in capo e in punta da una stella di 6 raggi dello stesso Motto: Spera in deo (citato in ) |
|        | Falconi (Barga) di ... al falco sorante di ... perticato in croce di S. Andrea di ... (citato in (31)) |
|        | Falconi (Bologna) d'azzurro, al falco volante che ghermisce la sua preda; il tutto al naturale; col capo d'Angiò (citato in (31)) falco in maestà ali spiegate (volo) probabilmente provvisto di cappuccio afferrante con entrambi gli artigli una colomba tutto al naturale su azzurro - capo d'Angiò (citato in LEOM) alias di rosso, all'albero di palma d'oro movente da un artiglio di falco dello stesso (citato in (31)) |
|        | Falconi (Firenze) di rosso, alla branca di leone d'oro tagliata e posta in banda e sopraccaricata da un filetto d'argento (citato in (31)) Cimiero: un leone uscente d'oro |
|        | Falconi (Milano) di rosso, ad un artiglio di aquila d'oro, posto in banda, le unghie in alto: il detto artiglio rivestito di una manica d'oro, rimboccata d'argento (citato in (31)) Cimiero: un leone uscente d'oro |
|        | Falconi (Pisa) scaccato d'azzurro e d'argento (citato in (31)) |
|        | Falconi (Verona) palato d'argento e di nero; col capo d'oro caricato di un falco al naturale, il volo levato, tenente co' suoi artigli un listello d'argento caricato del motto: SPERA IN DEO in lettere di nero (citato in (31)) |
|        | Falconi da Lucignano (Firenze) D'azzurro, al cane slanciato d'argento, accompagnato da due stelle a otto punte d'oro, una nel cantone sinistro del capo e l'altra nel cantone destro della punta alias D'azzurro, al cane slanciato d'argento, accompagnato da due stelle a otto punte d'oro, una nel cantone sinistro del capo e l'altra nel cantone destro della punta, il tutto accompagnato da un giglio d'oro posto nel cantone destro del capo (citato in (9)) |
|        | Falconi da Poppiano (Firenze) D'oro, alla scala di tre pioli d'azzurro, e alla banda attraversante di rosso (citato in (9)) |
|        | Falconi della Ferza (Firenze) Di rosso, alla branca di leone al naturale, posta in fascia, e alla fascia diminuita attraversante d'oro alias Di rosso, alla branca di leone al naturale, posta in fascia, e alla fascia diminuita attraversante d'argento alias Di rosso, alla branca di leone al naturale, posta in fascia, e alla sbarra diminuita attraversante d'oro alias Di rosso, alla branca di leone al naturale, posta in fascia, e alla sbarra diminuita attraversante d'argento (citato in (9)) |
|        | Falconieri (Firenze, Molise, Roma) Di rosso, alla scala di tre pioli, scaccata di due file d'azzurro e d'argento (citato in (9) e in DAlena) scala a 3 pioli scaccata di argento e di azzurro su rosso (citato in LEOM) (DE) In Rot 1 dreisprossige blau-silber geschachte Leiter (citato in (20)) |
|        | Falconieri (Cesena) (la blasonatura non è stata ancora caricata) (citato in BLCW) Immagine in Blasone Cesenate. |
|        | Falconieri (Roma) (la blasonatura non è stata ancora caricata) (Immagine nell' Archivio Storico Capitolino (PDF) (archiviato dall'url originale il 5 marzo 2016).) |
|        | Falconieri (Toscana) Di rosso, alla scala di tre pioli d'azzurro (DE) In Rot 1 dreisprossige blaue Leiter (citato in (20)) |
|        | Falconieri o Falconeri D'argento, al falcone al naturale, legato e sonagliato d'oro alias D'argento, al falcone al naturale, imbeccato di rosso e sonagliato d'oro alias Inquartato di Falconeri e di Orsini alias D'oro, al falcone al naturale, fermo sopra una campagna di verde Motto: Conreison (citato in (11)) |
|        | Falconieri Titolo: consignori di Borgaro D'argento, al falcone al naturale, legato e sonagliato d'oro alias d'argento al falcone spiegato di nero, beccato, membrato e sonagliato di rosso (citato in (11)) |
|        | Falconieri (Messina) d'argento, al falcone del suo colore, imbeccato di rosso, armato d'oro (citato in Mango) |
|        | Falconis o Fulconis (Centallo) Titolo: conti di Gaiola Di rosso, al falcone d'oro, posato sopra un tronco scorciato, d'argento, posto in fascia (citato in (11)) di rosso, al falcone d'oro stante sopra un tronco raccorciato d'argento e posto in fascia (citato in (19)) |
|        | Falcucci (Firenze) Fasciato ondato d'oro e d'azzurro alias D'oro, a tre fasce ondate d'azzurro (citato in (9)) |
|        | Falcucci (Firenze) D'azzurro, alla banda d'oro, accompagnata da due crocette trifogliate dello stesso, 1.1 (citato in (9)) |
|        | Falcucci (Toscana) (DE) In Gold 5 blaue Wellenbalken (citato in (20)) |
|        | Falcucci (Toscana) (DE) In Silber 3 blaue Zickzackbalken (citato in (20)) |
|        | Falcucci (Mugello) d'azzurro, a tre fasce ondate d'oro (Immagine nella Raccolta stemmi Trippini (JPG).) |
|        | Falcucci da Gangalandi (Firenze) Trinciato di... e di..., al falcone posato di... nel primo (citato in (9)) |

### Fald
| Stemma | Casato e blasonatura |
| ------ | --- |
|        | Faldi (Firenze) troncato: nel 1º d'oro all'aquila di nero, membrata, imbeccata e coronata del campo; nel 2º di rosso al leone d'oro nascente dalla campagna erbosa al naturale e sostenente un pino di verde: alla fascia in divisa di argento caricata del motto Virtus et gloria di nero sulla troncatura (citato in (4) – Vol. III pag. 73) motto in lettere maiuscole di nero "VIRTUS ET GLORIA" su fascia in divisa di argento su troncato di oro e di rosso - aquila di nero coronata di oro su oro poggiata sulla fascia - leone rampante nascente di oro da terrazzo al naturale attraversante - un albero di pino di verde su rosso (citato in LEOM) |
|        | Faldi (Fiesole) Troncato: nel 1?? d'oro, all'aquila dal volo spiegato di nero, coronata del campo; nel 2?? di rosso, all'albero di pino al naturale, nodrito sulla montagna dello stesso movente dalla punta; e al leone d'oro nascente dalla montagna medesima e attraversante il pino al tronco; con la fascia diminuita d'argento, passata sulla troncatura, caricata del motto VIRTUS ET GLORIA, in caratteri di nero (citato in (9)) |
|        | Falducci (Toscana) (DE) In Gold 1 schwarzer Ziegenbock, beidseitig erhöht begleitet von je 1 blauen Lilie und überdeckt von 1 roten Balken (citato in (20)) |
|        | Falducci da Spugnole (Firenze) Di..., a due fasce di..., e all'albero attraversante di..., movente dalla punta (citato in (9)) |
|        | Falduti (Jonadi) D'azzurro alla fiamma di rosso uscente dalla punta sormontata da una salamandra rivoltata al naturale e da una cometa d'oro posta in palo (citato in (15)) |

### Fale
| Stemma | Casato e blasonatura |
| ------ | --- |
|        | Faleni (Pisa) di azzurro all'elefante d'argento sostenente una torre, con la proboscide alzata, il tutto sormontato da 3 stelle di 6 raggi d'oro, male ordinate (citato in (4) – Vol. III pag. 73) elefante di argento passante proboscide alzata sostenente una torre dello stesso su azzurro - 3 stelle (6 raggi) di oro poste 1,2 in alto su azzurro (citato in LEOM) |
|        | Faleni (Pisa) D'azzurro, all'elefante fermo d'argento, sostenente una torre dello stesso, e accompagnato in capo da tre stelle a sei punte d'oro, 1.2 alias D'azzurro, all'elefante fermo d'argento, sostenente una torre dello stesso, e accompagnato in capo da tre stelle a otto punte d'oro, 1.2 (citato in (9))                                                     |
|        | Faleri (Siena) D'azzurro, alla torre d'oro, fondata sul poggio di verde uscente dalla punta, e cimata da un'aquila dal volo spiegato di nero (citato in (9)) |
|        | Faleri o Faleri della Terza (Toscana) (DE) Durch 1 gold-rot geteilten Balken blau-silber? geteilt: Oben 1 naturfarbener Baum ohne Krone, den Balken besetzend und beidseitig unten begleitet von 2 achtstrahligen goldenen Sternen an der Teilungslinie, unten 1 Löwe (citato in (20))                                                                                   |
|        | Faleri o Anastasii (Venezia) (la blasonatura non è stata ancora caricata) (citato in UNFE) Immagine nella Biblioteca Estense Universitaria (id. 5908). |

### Falg
| Stemma | Casato e blasonatura |
| ------ | --- |
|        | Falghera (Padova) Titolo: Nobile partito: al 1º troncato colla fascia di argento sulla partizione, sopra di azzurro, sotto di rosso, fiancheggiato di argento a destra; al 2º d'oro all'albero di verde (citato in (4) – Vol. III pag. 73) fascia di argento su troncato di azzurro e di rosso - il rosso è fiancheggiato di argento a sinistra - albero sradicato di verde su oro (citato in LEOM) |

### Fali
| Stemma | Casato e blasonatura |
| ------ | --- |
|        | Falier o Falieri o Faliero (Venezia, Asolo (Treviso)) Titoli: N.U.N.D., Patrizio veneto, Conte dell'I. A. semipartito e troncato d'oro, d'azzurro e d'argento (citato in (4) – Vol. III pag. 74) semipartito troncato di oro di azzurro e di argento (citato in LEOM) (Immagine nella Raccolta stemmi Trippini (JPG).) Cimiero: il corno ducale |
|        | Falieri o Anastazi (Fano, Venezia) (la blasonatura non è stata ancora caricata) (citato in UNFE) Immagine nella Biblioteca Estense Universitaria (id. 7022). |
|        | Faliero (Venezia) semipartito e troncato d'argento, d'oro, e d'azzurro (Immagine nella Raccolta stemmi Trippini (JPG).) |
|        | Falini (Pistoia) (DE) Blau-rot gespalten: Rechts 1 roter Schräglinksbalken belegt mit 1 silbernen Schräglinksleiste und beidseitig begleitet von je 1 achtstrahligen goldenen Stern, links 1 goldener Löwe (citato in (20)) |

### Fall
| Stemma | Casato e blasonatura |
| ------ | --- |
|        | Falla (Biella) D'azzurro, alla banda d'argento, carica in cuore da una lettera F di nero, a piombo, e ai lati da tre file di scacchi, scorciate, di rosso e d'oro, quella di mezzo mancante di uno scacco d'oro (citato in (11)) |
|        | Fallani (Firenze) D'azzurro, alla colonna spezzata d'argento, fondata sulla campagna dello stesso (citato in (9)) |
|        | Fallerini (Pisa) Troncato: nel 1º bandato di sei pezzi d'argento e di nero; nel 2º d'oro, al monte di sei cime di verde, sostenente sulle tre cime alte tre rametti dello stesso (citato in (9)) |
|        | Fallerio (Abruzzo) (la blasonatura non è stata ancora caricata) (citato in DAlena) |
|        | Falletti o Falletto o Faletti (Torino, Villafalletto, Bologna, Asti) Titolo: marchesi di Barolo, Beaufort, Castagnole Monferrato; conti di Altezzano, Benevello, Montà d'Alba, Rocchetta Palafea, Rodello, Ruffia, Serralunga, Settimo Torinese, Villafalletto; baroni della Morra; signori di Borgomale, Carpenea, Castiglione Falletto, Cavatore, Lequio, Marescotto, Melazzo, Mombarcaro, Montiggio, Morano, Pollenzo, Racconigi, Roddi, Sanfront, Villa del Bosco, Villarboit, Vottignasco; consignori di Bosia, Cassinasco, Cavallermaggiore, Gerbola, Lagnasco, Leynì, Marsaglia, Monforte, Montaldo Roero, Montemale, Monthoux, Perno, Pinerolo, Pocapaglia, Roascio, Villanova Solaro d'azzurro, alla banda scaccata d'oro e di rosso (citato in (4) – Vol. III pag. 74) D'azzurro, alla banda scaccata d'oro e di rosso, di tre file (citato in (11)) banda scaccata di oro e di rosso (3 file) su azzurro (citato in LEOM) Cimiero: l'aquila, di nero, coronata d'oro, nascente Motto: En esperance - In spe - Sans oultrage |
|        | Falletti (Fossano) Titolo: conti di Torre d'Ussone D'azzurro, alla banda scaccata d'oro e di rosso, di tre file (citato in (11)) |
|        | Falletti (Alba) D'azzurro, alla banda scaccata d'argento e di rosso, di tre file (Immagine nella Raccolta stemmi Trippini (JPG).) |
|        | Falletti (Asti, Roma) Titolo: conti di Villafalletto; signori di Vottignasco; consignori di Montaldo Roero D'azzurro, alla banda scaccata d'oro e di rosso, di tre file (citato in (11)) |
|        | Falletti (Casale) Titolo: signori di Cellamonte, Castelgrana D'azzurro, alla banda scaccata d'oro e di rosso di tre file, con il capo d'oro, carico di un'aquila di nero (citato in (11)) |
|        | Falletti (Asti) Titolo: conti di San Biagio Bandato di rosso e d'argento Motto: Impavida virtus (citato in (11)) |
|        | Falletti (Lessona) D'azzurro, alla banda scaccata d'oro e di rosso, di tre file (citato in (11)) |
|        | Faleltti (Piemonte, Provenza) D'azzurro, a tre bande d'argento (citato in (11)) |
|        | Falletti (Pont Canavese) Titolo: conti di Champagny; signori di Rivarossa D'azzurro, alla banda scaccata d'oro e di rosso di tre file, accompagnata da due stelle d'oro Motto: Ingenuos decet (citato in (11)) |
|        | Falletti (Reggio Calabria, Messina) D'azzurro, alla banda scaccata di rosso e d'argento di tre file Cimiero: un'aquila spiegata e coronata di nero Motto: En espérance (citato in Mango) |
|        | Falletti (Napoli) Titolo: duca di Cannalonga d'azzurro alla banda scaccata d'oro e di rosso (di due file) (citato in (14)) Notizie storiche in Nobili napoletani. |
|        | Falletti (Torino, Villafalletto, Bologna) banda scaccata di oro e di rosso (2file) su azzurro (citato in LEOM) |
|        | Falletti (Grotteria) (la blasonatura non è stata ancora caricata) (Immagine nella Raccolta stemmi Trippini (JPG).) |

### Falq
| Stemma | Casato e blasonatura |
| ------ | --- |
|        | Falqui (Cagliari) di azzurro al pero fruttifero al naturale, con un falco di nero volante in atto di posarsi sopra (citato in (4) – Vol. III pag. 75) albero di pero fruttifero al naturale su ristretto dello stesso su azzurro - falco in volo di nero nell'atto di posarsi sull'albero in alto su azzurro (citato in LEOM) Cimiero: elmo da nobile ornato dei lambrecchini degli smalti dello scudo |
|        | Falqui (Cagliari) D'argento all'albero al naturale nodrito sulla pianura erbosa al naturale, un falco in atto di spiccare il volo dall'albero verso sinistra (citato in DAlena) |

### Falt
| Stemma | Casato e blasonatura |
| ------ | --- |
|        | Falti (Firenze) D'azzurro, a tre spighe d'oro, fustate e fogliate dello stesso, nodrite su un monte di sei cime pure d'oro (citato in (9)) |

### Falv
| Stemma | Casato e blasonatura |
| ------ | --- |
|        | Falvella (Napoli) Titolo: conti d'azzurro a tre fasce d'oro accompagnate da tre stelle di 6dello stesso, ordinate in capo (citato in (4) – Vol. III pag. 76 e in (12)) 3 fasce di oro su azzurro - 3 stelle (6 raggi) di oro poste in fascia in alto su azzurro (citato in LEOM) alias d'argento a tre bande d'azzurro accompagnate da tre stelle d'oro (o d'azzurro ?) al capo (citato in (12)) |
|        | Falvella (Napoli) 3 bande di azzurro su argento - 3 stelle (6 raggi) di azzurro poste in fascia su argento in capo (citato in LEOM) |

### Falz
| Stemma | Casato e blasonatura |
| ------ | --- |
|        | Falzacappa (Roma, Acquapendente, Tarquinia) d'azzurro, al leone d'oro accompagnato in capo da 3 gigli dello stesso fra i quattro pendenti di un lambello di rosso (citato in (4) – Vol. III pag. 76 e in DAlena) alias leone rampante di oro su azzurro - capo d'Angiò cucito (citato in LEOM) |
|        | Falzacappa (Roma) leone rampante di oro su azzurro - lambello di oro (3 gocce) - 3 gigli di oro su azzurro posti 2 tra le gocce del lambello e una a destra del leone (citato in LEOM) |